# Robert Nemkovich
Robert Nemkovich (ur. 1942) – pierwszy biskup (zwierzchnik) Polskiego Narodowego Kościoła Katolickiego w Stanach Zjednoczonych Ameryki i Kanadzie w latach 2002–2010.
Wybrany na biskupa w 1990 roku podczas XVIII synodu, został wyświęcony na tę godność 18 października 1993 r. w katedrze św. Stanisława w Scranton. W latach 1993–2002 ordynariusz diecezji zachodniej Kościoła. Decyzją XXI synodu PNKK w roku 2002 wybrany 6. Pierwszym Biskupem PNKK.
W dniach od 7 lipca do 19 lipca 2008 r. biskup Nemkovich przebywał w Polsce – wziął udział w wycieczce zorganizowanej z okazji 100. rocznicy Polskiej Narodowej "Spójni". 